# Weißig am Raschütz
Weißig am Raschütz è una frazione del comune di Lampertswalde in  Sassonia, in Germania.
Già comune autonomo a partire dal 1º gennaio 2012 fa parte del comune di Lampertswalde.